# 孤独のサヴァイヴァー
「Sole Survivor」(孤独のサヴァイヴァー)とは、イングランドのプログレッシブ・ロック・バンド、エイジアの曲である。ジェフリー・ダウンズとジョン・ウェットンによって書かれた、バンドの1982年の同名のデビューからの3番目のトラックと3番目のシングルである。これは、アメリカのメインストリーム・ロック・チャートでトップ10に入ったアジアの2枚目のシングルである。このシングルはドイツでも75位、イギリスで91位を記録した。
この曲は、日本のパワーメタルバンド、ガルネリウスが2008年のカバーアルバム「Voices from the Past II」のためにカバーした。1982年のアニメ「Future War 198X年」のいくつかの外国版でも使用された。
2000年、この曲は風刺新聞The Onionで「飛行機事故の唯一の生存者はアジアの「唯一の生存者」が頭に立ち往生している」というタイトルの短い記事で言及された。.
ビルボードは「インストゥルメンタル・ロック・ドラマとほろ苦い歌詞が混在している」と述べた。
PopMattersの評論家デニス・シンは、この曲のミュージックビデオを「ひどく古くなった20 80年代のミュージックビデオ」の1つと評価し、「土のように古く見え、ステージで話すボラのカップルはジョー・ダートのように見える」と述べた。

## トラックリスト
7cmシングル
| No. | タイトル                 | 時間 |
| --- | ------------------------ | ---- |
| 1.  | "Sole Survivor"          | 3:35 |
| 2.  | "Here Comes the Feeling" | 3:30 |

## チャート
| チャート(1982年)               | 最高順位 |
| ------------------------------ | -------- |
| US Mainstream Rock (Billboard) | 10       |
| West Germany (GfK)             | 75       |